# 페터 아마이젠하우펜
페터 아마이젠하우펜은 예술가 호안 폰쿠베르타가 만든 가공의 인물이다. 호안 폰쿠베르타는 개념예술가로, 1987년 사진가이자 작가이기도 한 페레호 미구에라와 함께 전시회를 개최했다. 이 전시회의 전제에 페터 아마이젠하우펜이라는 공상적인 과학자가 등장하고, 전시된 모든 작품이 마치 이 과학자의 연구자료인 것처럼 묘사되었다.
폰쿠베르타 본인에 따르면 이 전시회의 관람자들의 반응이 "이것이 거짓이라는 것을 이해하고 이에 따른 풍자와 유머를 즐기는 사람들에서부터, 이것이 거짓임을 이해하고 자신들을 속이려했다는 점에 분노하는 사람들, 이것들을 실제라 믿고 분노한 사람들, 이것들을 실제라 믿고 기뻐하는 사람들까지" 다양했다고 한다.

## 가공의 전기
1895년 독일 뮌헨에서 태어났으며 1933년 나치를 피해 미국으로 이주하고 1945년까지 세계의 이상한 동물들을 찾아다녔다. 1950년 백혈병에 걸려 영국에 거주하다가 1955년 8월 7일 스코틀랜드 북부를 혼자 여행하던 중 실종되었다. 2개월후 차는 발견되었지만 유해는 발견되지 않았고 다시 2개월 후, 피터의 평생 연구자료가 보관된 글래스고의 저택에 불이 나 자료들이 소실되었다. 그 후 1980년 스페인의 사진작가 조안 폰쿠베르타와 페레호미구에라가 스코틀랜드를 여행하다가 피터의 나머지 자료를 우연히 발견했다. 일부 사람들은 피터가 연구한 동물들이 모두 조작이라고 말하지만, 피터가 연구한 동물 중에는 아르마딜로, 오리너구리 등도 있기 때문에 무조건 조작이라고 치부할 수는 없다.